# Nieszczerdo
Nieszczerdo (biał. Нешчарда, Nieszczarda; ros. Нещердо, Nieszczerdo) – jezioro na Białorusi, w rejonie połockim obwodu witebskiego.
Nieszczerdo ma kształt wydłużony z północy na południe. Położone jest na wysokości 147,7 m n.p.m. Jezioro ma powierzchnię 24,62 km², a jego wymiary to 12,05 × 4,75 km. Maksymalna głębokość wynosi 8,1 m, zaś średnia 3,1 m. Największe głębie położone są w centrum północnej i południowej części. Jezioro ma najdłuższą linię brzegową wśród jezior białoruskich – 50,18 km. Objętość misy jeziornej wynosi 0,08472 km³. Zlewnia jeziora zajmuje obszar 143 km². Na jeziorze znajduje się wiele zatok oraz 2 wyspy. Brzegi jeziora są w większości niskie, podmokłe i porośnięte krzewami. Tylko na północ i południe od jeziora występują pagórki o wysokości do 10–15 m.
W jeziorze rośnie m.in. trzcina i oczeret. Roślinność o liściach pływających jest powszechna w płytkich zatokach północnego krańca.
Gatunki ryb występujące w jeziorze to m.in.: leszcz, sandacz, szczupak, płoć, krąp, węgorz, karp, jaź, wzdręga. Wody jeziora są okresowo zarybiane. Połowy ryb prowadzone są przemysłowo.

## Zamek Nieszczerda
Na południowym brzegu jeziora w czasie wojny litewsko-rosyjskiej 1558–1570 car Iwan Groźny około 1563 wzniósł zamek. W trakcie kolejnej wojny zamek ten został zdobyty 13 października 1579 roku przez wojska polsko-litewskie pod dowództwem wojewody połockiego Mikołaja Dorohostajskiego. Od tego czasu była to warownia Rzeczypospolitej zabezpieczająca Połock od strony Pskowa.